# XFL (2001)
A XFL foi uma liga profissional de futebol americano que jogou sua única temporada em 2001. Como originalmente concebido, a XFL foi operada como um empreendimento conjunto entre a World Wrestling Federation (agora conhecida como WWE) e a NBC. A XFL foi concebida como uma liga de futebol ao ar livre que aconteceria durante o intervalo entre temporadas da National Football League, e foi promovida como tendo menos regras e encorajando jogos mais difíceis do que outras importantes ligas. A liga tinha oito equipes em duas divisões, incluindo os principais mercados e aqueles que não eram directamente servidos pela NFL, como Birmingham, Las Vegas, Memphis e Orlando. A XFL operava como uma única entidade (ao contrário da maioria das outras ligas de desportos profissionais, que operam sob o modelo de franquia), com todas as equipes de propriedade central da liga.
O co-proprietário NBC serviu como o principal transmisor dos jogos da XFL, juntamente com UPN e a TNN. A apresentação dos jogos da XFL incluio elementos de entretenimento desportivo inspirados na Luta profissional, incluindo o calor e o kayfabe, cheerleaders sugestivamente vestidas e o uso ocasional de personalidades da WWF (como Jesse Ventura, Jim Ross e Jerry Lawler) como parte dos comentários e veteranos do futebol americano. As transmissões também apresentaram o uso extensivo de Skycams e microfones nos jogadores para fornecer perspectivas adicionais dos jogos.

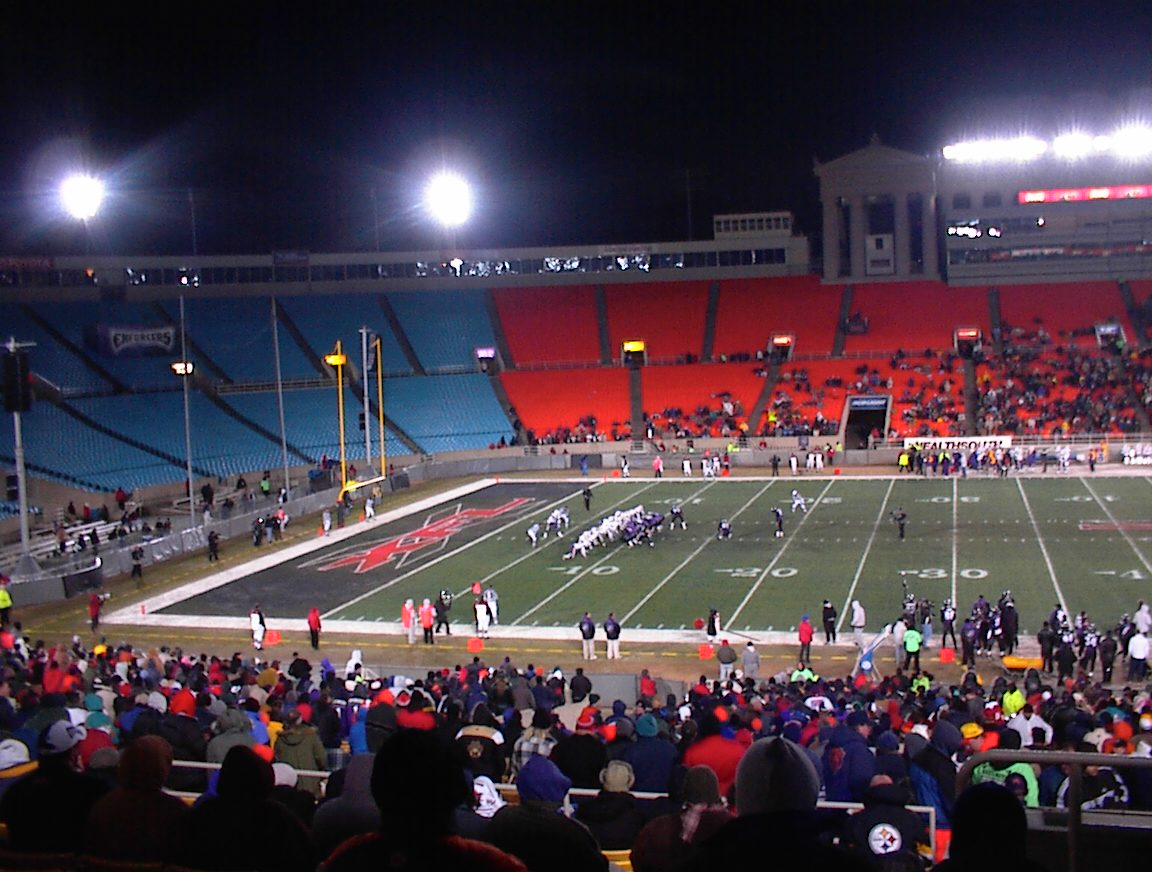
Jogo da XFL

A primeira noite de jogo trouxe maior audiência televisiva do que a NBC havia projectado, mas as audiências rapidamente cairam. A liga obteve uma reputação negativa devido às suas conexões com a luta profissional e a WWF, a qualidade geral do jogo e uma apresentação que diferiu de forma espantosa das principais redes de transmissão de futebol profissional e universitário da era (no entanto, alguns elementos de suas apresentações dos jogos fizeram o seu o seu caminho para as transmissões de futebol americano universitário e do futebol profissional no futuro). Lorne Michaels, produtor executivo do Saturday Night Live da NBC, também criticou a XFL quando um jogo com duplo prolongamento fez com que o show fosse atrasado para depois da meia-noite na costa leste. A NBC e a WWF perderam 35 milhões de dólares do seu investimento de 100 milhões de dólares na temporada inaugural da liga.
Apesar de comprometida a transmitir duas temporadas, a NBC cancelou o seu contrato de transmissão para a XFL após a temporada inaugural, citando a pouca audiência. Enquanto o proprietário do WWF, Vince McMahon, declarou inicialmente que a XFL continuaria sem a NBC, propondo a adição de novas equipes, as criticas desfavoráveis da liga pela UPN aceleraram a queda da XFL e a liga encerrou em maio de 2001 um mês após o jogo do campeonato . O Los Angeles Xtreme foi o primeiro e único campeão da XFL. McMahon admitiu que a liga tinha sido um "fracasso colossal".
McMahon manteve o controle da marca XFL depois que a liga encerrou as operações e, a 25 de janeiro de 2018, anunciou o retorno da XFL com uma data de relançamento para 2020. O reavivamento foi de propriedade da Alpha Entertainment da McMahon, uma empresa separada da WWE.

## Times

Divisão leste
Divisão oeste

Divisão leste
- Birmingham Thunderbolts
- Chicago Enforcers
- New York/New Jersey Hitmen
- Orlando Rage

Divisão oeste
- Las Vegas Outlaws
- Los Angeles Xtreme
- Memphis Maniax
- San Francisco Demons

## Mudança de regras
Algumas regras da XFL a diferenciavam de outras ligas, o cara ou coroa, foi substituído por uma corrida de 50 jardas até a bola, a liga também só jogava em estádios com grama natural, depois do touchdown não havia o ponto extra, somente a chance de uma nova conversão que ao invés de dois só garanta um ponto, na prorrogação, cada time tinha as 4 chances de conversão a uma linha de 20 jardas do in-zone do outro time, também usava o tempo de 35 segundos entre uma jogada e outra.